# Karl von Pastor

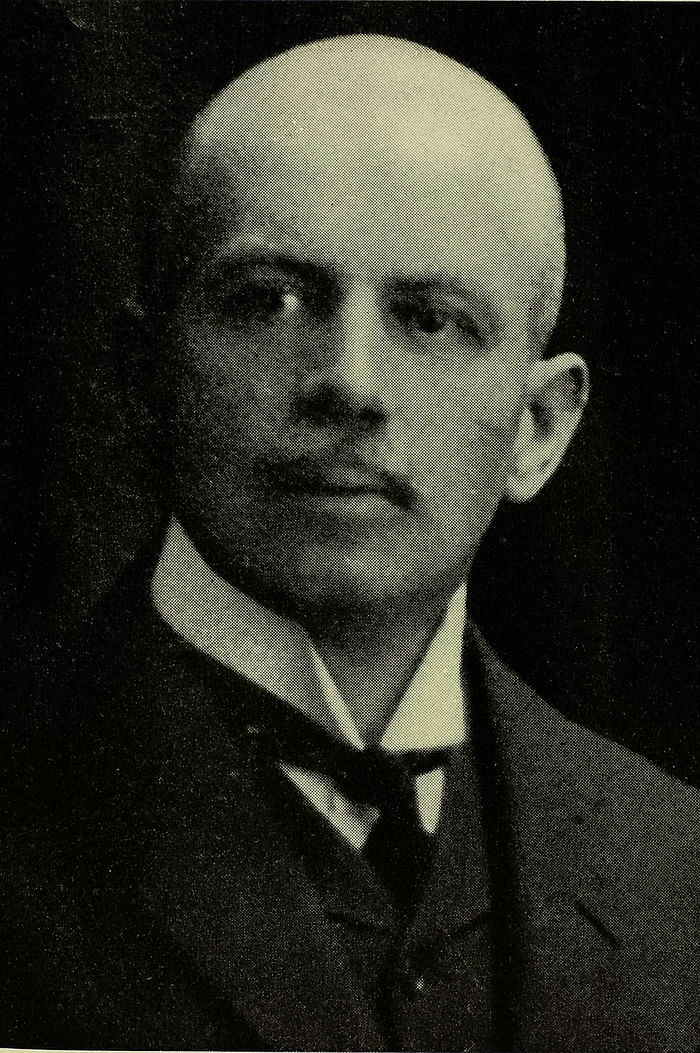
Karl von Pastor

Karl Theodor Pastor, seit 1916 von Pastor (* 24. November 1857 in Burtscheid; † 13. Oktober 1919 in Aachen) war ein preußischer Verwaltungsbeamter und Landrat des Kreises Malmedy und des Landkreises Aachen.

## Leben

### Herkunft aus Ausbildung
Karl von Pastor war der Sohn des Nadelfabrikanten und Kommerzienrats Arthur Pastor und dessen Frau Emilie, geb. Kannengießer. Nach dem Besuch des Gymnasiums in Weilburg, an dem er im Herbst 1878 die Reifeprüfung ablegte, studierte er von 1878 bis 1881 an den Universitäten in Bonn und Berlin Rechtswissenschaften. 1879 wurde er Mitglied des Corps Palatia Bonn. Nach der 1. juristischen Prüfung (29. April 1882) wurde er mit Antritt beim Landgericht Aachen am 16. Mai 1882 als Gerichtsreferendar vereidigt.

### Werdegang
Als Regierungsreferendar (6. Oktober 1884) trat Karl Pastor in den preußischen Verwaltungsdienst über, wo er bei den Regierungen in Aachen und Posen Verwendung fand. Auf die Ablegung der Assessorenprüfung folgte am 15. August 1888 seine Ernennung zum Regierungsassessor mit anschließender Beschäftigung bei der Regierung Münster. In der Nachfolge des späteren Kölner Oberbürgermeisters Max Wallraf wurde er dann am 14. Dezember 1893 als kommissarischer Landrat nach Malmedy entsandt, wo er sein Amt am 16. Januar 1894 antrat. Nachdem der Kreistag am 30. Juni 1894 unter Verzicht auf das eigene Vorschlagsrecht um definitive Ernennung Pastors bat, erhielt dieser am 12. August seine Bestallung zum 1. September 1894. Mit der zunächst ebenfalls kommissarischen Ernennung (6. Mai 1899) als Landrat des Landkreises Aachen (in der Nachfolge von Franz Freiherr von Coels von der Brügghen) wechselte er schließlich zurück in seinen Heimatkreis. Auf die dortige Amtsübernahme (29. Mai 1899) folgte mit dem 4. Dezember 1899 die definitive Versetzung und am 14. Februar 1900 die Diensteinführung in Aachen.
Pastor als Aachener Landrat
Als Karl Pastor die Landratsstelle in Aachen antrat, sollte er der letzte königlich-preußische Amtsträger werden. In den 20 Jahren seiner Dienstzeit hatte er Gelegenheit seine in Malmedy und als Geschäftsführer der Rurtalsperrengesellschaft gewonnenen Erfahrungen einzubringen. Im Jahr 1903 errichtete er das Kreisamt für elektrische Kraft, dem die Energieverteilung oblag. 1909 folgte die Gründung des Wasserwerkes des Landkreises Aachen GmbH, dessen Gesellschafter der Landkreis und die Mehrzahl der diesem angehörenden Gemeinden wurden. Pastor selbst stand dem Aufsichtsrat vor. Mit ihren zahlreichen Wassergewinnungsanlagen, wie der Dreilägerbachtalsperre, der Kalltalsperre oder auch der Baubeteiligung an der Rurtalsperre mit dem Obersee gewann die Gesellschaft Bedeutung als wichtigster Wasserverteiler der Region Aachen und versorgte auch Teile der benachbarten Kreise Düren, Jülich und Geilenkirchen-Heinsberg. Während des Ersten Weltkriegs, 1917, erhielt die Kreisverwaltung ihre erste Schreibmaschine, war die Verteilung von Lebensmitteln und die Sicherstellung der Grundversorgung zur Hauptaufgabe geworden, bevor Ende 1918 alliierten Truppen in den Landkreis einzogen. Die Schwierigkeiten der Nachkriegszeit setzten dem seit Jahren gesundheitlich angeschlagenen Pastor weiter zu. Angeblich bereitete er ein Abschiedsgesuch vor, starb aber dann vor Antritt eines Urlaubs. Von 1895 bis 1899 (für den Kreis Malmedy) und von 1901 bis 1918 (für den Kreis Aachen) war von Pastor Abgeordneter im Provinziallandtag der Rheinprovinz.
Familie
Der Katholik Karl Pastor heiratete am 18. Juni 1898 in Aachen Hildegard, geb. von Hartmann (* 6. Juli 1878 in Hannover; † 7. Oktober 1910 in Aachen), die Tochter des Aachener Regierungspräsidenten Julian von Hartmann und der Ottilie, geb. von und zur Mühlen. Am 1. März 1907 (Diplom vom 1. März 1916) erhob der preußische König Karl Theodor Pastor in den preußischen Adelsstand. Karl Theodor von Pastor fand seine letzte Ruhestätte auf dem Burtscheider Heißbergfriedhof.